# Mehdi Torábi
Mehdi Torábi (1994. szeptember 10. –) iráni válogatott labdarúgó. Részt vett a 2018-as és a 2022-es labdarúgó-világbajnokságon.

## Pályafutása

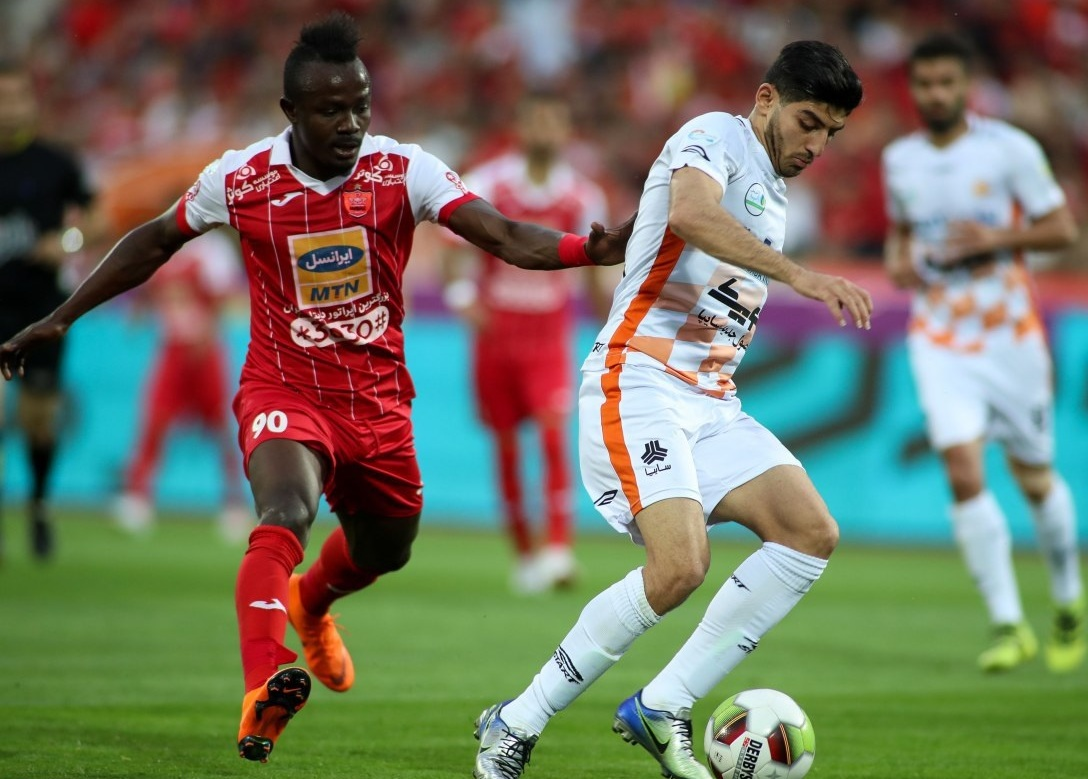
Torabi a Saipa színeiben játszik a Persepolis ellen 2018-ban

### Klubcsapatokban
Fiatal korában a Saipa FC-ben játszott, 2012 nyarán az U19-es korosztálytól az első csapathoz került. A 2013–14-es szezonban a Perzsa-öböl-kupában debütált klubjában. 2018. július 1-jén hároméves szerződést írt alá a Persepolisszal, de a szezon első felében visszakerült a Saipához. 2019. április 13-án szerezte első gólját a Persepolisban a Saipa elleni 3–2-es győztes mérkőzésen. Háromszor nyert bajnokságot a Persepolisszal. 2020 októbere és 2021 februárja között Katarban játszott az al-Arabinál.

### Az iráni válogatottban
2015. június 11-én Üzbegisztán ellen debütált barátságos mérkőzésen, ahol a mérkőzés egyetlen gólját ő szerezte. 2015. szeptember 3-án csereként beállva gólt szerzett a Guam elleni 6–0-s győztes meccsen. 2018 májusában bekerült Irán keretébe a 2018-as oroszországi labdarúgó-világbajnokságra. A 2022-es labdarúgó-világbajnokságon mind a három csoportmérkőzésen pályára lépett.

#### Mérkőzései a válogatottban
Frissítve 2024. szeptember 5-én.
| Irán     | Irán     | Irán |
| Év       | Mérkőzés | Gól  |
| -------- | -------- | ---- |
| 2015     | 7        | 3    |
| 2016     | 4        | 1    |
| 2017     | 2        | 0    |
| 2018     | 10       | 2    |
| 2019     | 7        | 0    |
| 2020     | 0        | 0    |
| 2021     | 3        | 0    |
| 2022     | 6        | 1    |
| 2023     | 6        | 0    |
| 2024     | 6        | 0    |
| Összesen | 51       | 7    |

## Sikerei, díjai

### Klubcsapatokkal
Persepolis
- Iráni bajnok (5): 2018–19, 2019–20, 2020–21, 2022–23, 2023–24
- Iráni kupa (2): 2018–19, 2022–23
- Iráni szuperkupa (2): 2019, 2020
  - Második helyezett (1): 2021

### Egyéni
- Az év fiatal iráni játékosa: 2016
- Az iráni labdarúgás legfelső osztályában: az év csapatának tagja (1): 2015–16
- A hónap játékosa a Navadnál[4]: 2018. április, 2018. május

## Fordítás
- Ez a szócikk részben vagy egészben  a   Mehdi Torabi című angol Wikipédia-szócikk ezen változatának fordításán alapul.  Az eredeti cikk szerkesztőit annak laptörténete sorolja fel. Ez a jelzés csupán a megfogalmazás eredetét és a szerzői jogokat jelzi, nem szolgál a cikkben szereplő információk forrásmegjelöléseként.